# Converge (язык программирования)
Converge — объектно-ориентированный язык программирования с динамической типизацией. Язык Converge создал в 2000-х годах британский учёный-программист Laurence Tratt, один из активных контрибьютеров языка Icon (и его диалекта ObjectIcon).

## Особенности
В Converge, как и в Icon используется механизм вычисления выражений с бэктрекингом (и широким использованием генераторов и итераторов). Его отличает python-подобный синтаксис, легко расширяемый пользователем за счёт средств метапрограммирования на этапе компиляции (своего рода развитой системы макросов), ориентированных на создание пользовательских DSL.